# Pierre Bèchebien
Pierre Bèchebien, né à Blois[réf. nécessaire] et  mort le 14 mars 1458, est médecin et évêque de Chartres de 1443 à sa mort en 1458 ou 1459.

## Biographie
Pierre Bèchebien est docteur en médecine, médecin de la reine Marie de Sicile, épouse du roi Charles VII, et doyen de la faculté de médecine en l'université de Paris. En 1417, le dauphin Charles lui promit de lui donner l'évêché de Laon, mais cette promesse reste sans effet.
Il est trésorier de la Sainte-Chapelle à Paris, archidiacre de Dreux et prévôt de Normandie en l'église de Chartres, quand il est élu à la mort de Thibaud Lemoine par le chapitre qui a provisoirement récupéré ses droits et qui désigne Pierre Bèchebien pour devenir évêque de Chartres en 1443.
L'archevêque de Sens seul confirma son élection. Il ne fait son entrée à Chartres que le 4 janvier 1445. Il fit l'acquisition, dans la rue des Changes, de la maison dite des Trois-Rois, vis-à-vis le palais ; les habitants la rachetèrent à son neveu pour en faire un hôtel de ville. 
En 1450 se tient dans la cathédrale Notre-Dame de Chartres une assemblée célèbre, à l'effet d'assoupir quelques différends entre les officiers de la Chambre apostolique et l'Église de France et de s'entendre avec le pape Nicolas V sur la collation et la provision des bénéfices. En 1453, l'évêque Bèchebien donne son consentement à l'union du monastère de Sainte-Gemme à celui de Coulombs.
Selon les sources, Pierre Bèchebien meurt en 1458 ou 1459 et est inhumé au cimetière Saint-Chéron de Chartres.